# Velocisaurus
Velocisaurus unicus
Genre
Espèce
Velocisaurus (signifiant « lézard rapide/agile ») est un genre fossile de dinosaures théropodes de la famille des Noasauridae ayant vécu en Argentine. Il date du Crétacé supérieur (Santonien), il y a environ 85 Ma (millions d'années). Sa taille est estimée à 1,20 mètre de long.
Le genre est basé sur l'holotype MUCPv 41, faisant partie de la collection du Museo de Geología y Paleontología de la Universidad Nacional del Comahue (es).

## Histoire
En 1985, Oscar de Ferrariis et Zulma Gasparini découvrent des fossiles dans une strate datée du Santonien de la formation géologique Bajo de la Carpa (en) à Boca del Sapo, dans la province de Neuquén, en Patagonie. Parmi les restes se trouve un membre postérieur droit d'un petit théropode.
En 1991, l'espèce type (l'unique espèce) Velocisaurus unicus est nommée et décrite par José Bonaparte. Le nom générique est tiré du latin velox (« rapide/agile »), en référence au fait que le membre retrouvé montre des signes d'adaptation à la course. Le nom spécifique signifie « unique » en latin.
Bonaparte suggère que Velocisaurus est un omnivore, se fiant sur le fait que la seule griffe retrouvée, celle du quatrième orteil, ne semble pas tranchante mais plutôt droite. Il crée également sa propre famille au Velocisaurus : les Velocisauridae.
En 2003, F. Agnolín, Fernando Novas et Sebastián Apesteguía (es) montrent que le genre est lié de très près au Masiakasaurus, avec qui il pourrait bien appartenir à la sous-famille des Velocisaurinae. L'année suivante, la sous-famille est classée dans la famille des Noasauridae (de la super-famille des Abelisauroidea).

## Classification phylogénétique
Position phylogénétique de Velocisaurus au sein des Noasauridae:
|  | Abelisauridae                                                |
|  |                                                              |
|  | \| \| Limusaurus \| \| \| \| \| \| Elaphrosaurus \| \| \| \| |
|  |                                                              |
|  | Limusaurus                                                   |
|  |                                                              |
|  | Elaphrosaurus                                                |
|  |                                                              |

|  | Limusaurus    |
|  |               |
|  | Elaphrosaurus |
|  |               |

|  | Masiakasaurus                                                 |
|  |                                                               |
|  | \| \| Vespersaurus \| \| \| \| \| \| Velocisaurus \| \| \| \| |
|  |                                                               |
|  | Vespersaurus                                                  |
|  |                                                               |
|  | Velocisaurus                                                  |
|  |                                                               |

|  | Vespersaurus |
|  |              |
|  | Velocisaurus |
|  |              |

|  | Abelisauridae                                                |
|  |                                                              |
|  | \| \| Limusaurus \| \| \| \| \| \| Elaphrosaurus \| \| \| \| |
|  |                                                              |
|  | Limusaurus                                                   |
|  |                                                              |
|  | Elaphrosaurus                                                |
|  |                                                              |

|  | Limusaurus    |
|  |               |
|  | Elaphrosaurus |
|  |               |

|  | Masiakasaurus                                                 |
|  |                                                               |
|  | \| \| Vespersaurus \| \| \| \| \| \| Velocisaurus \| \| \| \| |
|  |                                                               |
|  | Vespersaurus                                                  |
|  |                                                               |
|  | Velocisaurus                                                  |
|  |                                                               |

|  | Vespersaurus |
|  |              |
|  | Velocisaurus |
|  |              |